# Całkiem nowe oblicze
Całkiem nowe oblicze – trzeci album studyjny zespołu Slums Attack nagrany już bez udziału Icemana, wydany przez Camey Studio. Za muzykę na płycie odpowiadał Peja i DJ Decks. Płyta ukazała się 7 marca 1999 zawierając 16 utworów.
W 2013 Fonografika wydała zremasterowaną reedycję albumu zawierającą dodatkową płytę Otrzuty (Remixy) ’99 z remiksami.

## Lista utworów
Opracowano na podstawie materiału źródłowego.
1. „Wstęp” – 0:43
2. „Dlaczego?” – 5:43
3. „I nim zdarzy się cud” – 3:49
4. „Zachodnia część Polski” – 3:01
5. „Żyję tym co mam” – 3:43
6. „W.L.Z.T.F.K.P.T.” – 3:55
7. „Tak ma być (Lutawhuiklik)” (gościnnie: Madman, Mientha, Senne Oko, Lamzaz) – 4:53
8. „Prawdziwe czy nie?” – 5:03[A]
9. „I stąd światło” – 3:41
10. „Coś niedokończone” (gościnnie: Da Blaze) – 4:53
11. „Taką dolinę...” – 3:08
12. „Postawy” – 6:13
13. „Zawsze będzie takie granie” – 4:51[B]
14. „Kontrowersja” – 5:17
15. „Musisz uwierzyć” – 3:36
16. „Zakończenie” – 1:37

Notatki
- A^ W utworze wykorzystano sample z piosenki „Kryształek nocnej opowieści” w wykonaniu zespołu Papa Dance.
- B^ W utworze wykorzystano sample z piosenki „Czas jak rzeka” w wykonaniu Czesława Niemena[4].